# 梁丹丰
梁丹丰（1935年3月20日—2021年9月6日），生於中華民國南京市，籍貫廣東省順德，台灣女性水彩畫家和散文作家。

## 生平
曾於國立杭州藝術專科學校（現中國美術學院）就讀。因國共內戰，於1949年後移居台灣台北縣永和鎮，曾任教於崇右企業管理專科學校、銘傳商業專科學校，中國文化大學美術系和國立台灣藝術專科學校美術科，畢生畫作幾乎都捐于國家圖書館。2021年9月6日辭世後中華民國文化部呈請總統明令褒揚。
梁丹丰的繪畫風格特色是專長於旅遊寫生，地點廣遍世界，除了知名城市外，荒野自然等偏僻角落，也多行及，並經常會將水彩畫與旅遊心得搭配而成散文集，在台灣是女性自助旅遊和繪畫寫生早期的實踐者。
梁丹丰亦經常在世界各地辦展，展出多為旅行路上所紀錄創作的水彩畫和素描，除了國家文藝獎外，也曾得過1956年菲律賓「國畫首獎」、文協「美術類榮譽獎章」、教育部「文藝獎章」、「世紀巨龍獎」、「金爵獎」，1991年獲得第16屆國家文藝類最佳創作獎（散文創作）等獎項。她的先生梁雲坡亦為專業畫家。

## 著作與畫冊
《鉛筆畫集》、《風景寫生》、《畫跡履痕》、《歐洲之旅》、《約旦之旅》、《國畫筆觸的研究》、《大峽谷之旅》、《穿越大峽谷》、《漢聲揚北美》、《天方夜譚之旅》、《金鷹行》、《北風的故鄉》、《畫遊隨筆》、《他的中國女皇》、《飛入午夜太陽中》、《走過中國大陸》、《一往情深》、《彩繪台北》、《鉛筆畫實用進階》、《至情又相遇》、《心靈一視野》、《梁丹丰繪畫日記》、《吾鄉他鄉》、《彩繪中國》、《速寫神州》、《絲路上的梵歌》等。